# Astropecten vappa
Astropecten vappa är en sjöstjärneart som beskrevs av Müller och Franz Hermann Troschel 1843. Astropecten vappa ingår i släktet Astropecten och familjen kamsjöstjärnor.

## Underarter
Arten delas in i följande underarter:
- A. v. inaequalis
- A. v. vappa